# L'avventura di Butterfly
L'avventura di Butterfly (Das Lied der Nachtigall) è un film del 1944 diretto da Theo Lingen.

## Produzione
Il film fu prodotto dalla Bavaria-Filmkunst.

## Distribuzione
Distribuito dalla Deutsche Filmvertriebs (DFV), uscì nelle sale cinematografiche tedesche il 7 gennaio 1944 venendo poi rieditato nel 1950 e distribuito nella Germania Federale dalla Dietz-Filmverleih.